# A-tì-đạt-ma
Vi Diệu Pháp là một tập hợp kinh điển Phật giáo được hình thành vào thế kỷ 3 TCN về những giáo lý của Phật giáo trong Tam tạng. Theo Phật giáo, Vi Diệu Pháp do Thích-ca Mâu-ni giảng vào mùa hạ thứ bảy tại thiên Tāvatimsa nhằm tế độ cho người mẹ sinh ra Ngài là bà Maya.

Một vài học giả cho rằng Vi Diệu Pháp không phải do Thích-ca Mâu-ni thuyết mà là do các vị sư uyên bác soạn thảo ra sau này. Ðại Ðức Nārada viết: "Ðúng theo truyền thống thì chính Ðức Phật đã dạy phần chính yếu của Tạng này. Những đoạn ấy được gọi là Ðầu đề (Mātikā) hay nồng cốt nguyên thủy của Giáo lý như Pháp Thiện (Kusalā Dhammā), hay Pháp Bất Thiện (Akusalā Dhammā), Pháp Vô-Ký (Abyākatā Dhammā)."
Vi Diệu Pháp là thành phần tập hợp nên Luận tạng, tạng thứ ba trong Tam tạng. Tạng này chứa đựng các bài giảng của Đức Phật và các học trò với các bài phân tích về Tâm và hiện tượng của tâm, hiện tượng pháp các Pháp. Vi Diệu Pháp là gốc của mọi trường phái và được dùng để luận giảng các bài khế kinh. Lần kết tập cuối cùng của Vi Diệu Pháp là khoảng giữa năm 400 và 450. Có nhiều dạng Vi Diệu Pháp như dạng của Thượng tọa bộ và Nhất thiết hữu bộ. 

## Từ nguyên
Vi Diệu Pháp nghĩa là những giáo lý cao siêu. Trong tiếng Pali, abhi nghĩa là cao siêu, vượt lên trên, dhamma nghĩa là pháp.

## Nội dung

### Vô ngã và tái sinh
Vi Diệu Pháp đề cập đến nghịch lý con người vô ngã thì tái sinh như thế nào khi ngũ uẩn vốn là vô thường. Bộ Vị Trí của Luận tạng đưa ra khái niệm hữu phần, là phần tiềm ẩn duy trì sự hiện hữu trôi chảy liên tục của dòng tâm, và cho rằng dù cho mỗi người vô ngã, ngũ uẩn vô thường thì hữu phần của mỗi người vẫn tiếp tục tồn tại. Khái niệm hữu phần tương tự với khái niệm tàng thức của Duy thức tông mà về sau phát triển thành khái niệm Phật tính.

## Khác biệt giữa các trường phái

### Thượng tọa bộ
Vi Diệu Pháp của Thượng toạ bộ được Phật Âm hoàn chỉnh bằng văn hệ Pali và bao gồm bảy bộ:
1. Pháp tập luận (zh. 法集論, pi. dhammasaṅgaṇi): nói về các tâm pháp, sắp xếp theo từng cách thiền định khác nhau và các pháp bên ngoài, sắp xếp theo nhóm;
2. Phân biệt luận (zh. 分別論, pi. vibhaṅga): nêu và giảng nghĩa, phân biệt những thuật ngữ như Ngũ uẩn (zh. 五蘊, pi. pañcakhandha), Xứ (zh. 處, sa., pi. āyatana), Căn (zh. 根, sa., pi. indriya) v.v.;
3. Luận sự (zh. 論事, pi. kathāvatthu): nêu 219 quan điểm được tranh luận nhiều nhất và đóng góp nhiều cho nền triết lý Đạo Phật;
4. Nhân thi thiết luận (zh. 人施設論, pi. puggalapaññati): nói về các hạng người và Thánh nhân;
5. Giới thuyết luận (zh. 界說論, pi. dhātukathā): nói về các Giới (zh. 界, sa., pi. dhātu);
6. Song luận (zh. 雙論, pi. yamaka): luận về các câu hỏi bằng hai cách, phủ định và xác định;
7. Phát thú luận (zh. 發趣論, pi. paṭṭhāna hoặc mahāprakaraṇa): nói về những mối liên hệ giữa các pháp.

### Nhất thiết hữu bộ
Vi Diệu Pháp của Nhất thiết hữu bộ được viết bằng tiếng Phạn và Thế Thân là người tổng hợp, cũng bao gồm bảy bộ:
1. Tập dị môn túc luận (zh. 集異門足論, sa. saṅgītiparyāya): bao gồm những bài giảng theo hệ thống số, tương tự như Tăng chi bộ kinh;
2. Pháp uẩn túc luận (zh. 法蘊足論, sa. dharmaskandha): gần giống như Phân biệt luận trong Abhidhamma của Thượng toạ bộ;
3. Thi thiết túc luận (zh. 施設足論, sa. prajñaptiśāstra): trình bày dưới dạng Kệ những bằng chứng cho những sự việc siêu nhiên, thần bí;
4. Thức thân túc luận (zh. 識身足論, sa. vijñānakāya): nói về các vấn đề nhận thức. Có vài chương nói về những điểm tranh luận giống Luận sự (pi. kathāvatthu), Giới luận (pi. dhātukathā) và Phát thú luận (zh. paṭṭhāna) trong Abhidhamma của Thượng toạ bộ;
5. Giới thân túc luận (zh. 界身足論, sa. dhātukāya): gần giống Giới thuyết luận (pi. dhātukathā) của Thượng toạ bộ;
6. Phẩm loại túc luận (zh. 品類足論, sa. prakaraṇa): bao gồm cách xác định những thành phần được giảng dạy và sự phân loại của chúng;
7. Phát trí luận (zh. 發智論, sa. jñānaprasthāna): xử lý những khía cạnh tâm lý của Pháp Phật như Tuỳ miên (zh. 隨眠, sa. anuśaya), Trí (智, sa. jñāna), Thiền (禪, sa. dhyāna) v.v… (xem thêm Tâm sở).